# Per K. Eriksson
Karl Per Eriksson, född 17 oktober 1960 i Linköping i Östergötlands län, är en svensk travkusk och travtränare. Han var tidigare verksam i USA, men sedan oktober 2001 är han verksam på gården Östergötland Gammalkil i närheten av Mantorptravet.
Eriksson har tränat stjärnhästar som Prakas, Davidia Hanover, Alf Palema, Lockout Victory, Credit Winner, American Winner och Royal Fighter. Hans stall har 2018 cirka tio hästar i träning. Sedan stallets stora stjärna Royal Fighter lade av i september 2018, är stallets vinstrikaste häst Sliding Home.
Eriksson hade stora framgångar under sin tid som tränare i USA. Han vann världens största unghästlopp Hambletonian Stakes tre gånger; med Prakas (1985), Giant Victory (1991) och Alf Palema (1992). I 1992 års upplaga tränade han även andrapristagaren King Conch.

## Segrar i större lopp
| År   | Lopp                                   | Häst              | Kusk                |
| ---- | -------------------------------------- | ----------------- | ------------------- |
| 1985 | Hambletonian Stakes                    | Prakas            | Bill O'Donnell      |
| 1985 | Breeders Crown 3YO Colt & Gelding Trot | Prakas            | John Campbell       |
| 1985 | World Trotting Derby                   | Prakas            | Bill O'Donnell      |
| 1986 | Finlandialoppet                        | Davidia Hanover   | Jorma Kontio        |
| 1986 | Grote Prijs der Giganten               | Davidia Hanover   | Jorma Kontio        |
| 1989 | Breeders Crown 2YO Filly Trot          | Delphi's Lobell   | Ron Waples          |
| 1991 | Hambletonian Stakes                    | Giant Victory     | Jack Moiseyev       |
| 1991 | Breeders Crown 3YO Colt & Gelding Trot | Giant Victory     | Ronald Pierce       |
| 1991 | Breeders Crown 2YO Colt & Gelding Trot | King Conch        | William Gale        |
| 1992 | Hambletonian Stakes                    | Alf Palema        | Mickey McNichol     |
| 1992 | Peter Haughton Memorial                | Giant Chill       | John Patterson, Jr. |
| 1992 | Breeders Crown 2YO Colt & Gelding Trot | Giant Chill       | John Patterson, Jr. |
| 1992 | World Trotting Derby                   | Alf Palema        | Mickey McNichol     |
| 1993 | International Trot                     | Giant Force       | John Patterson, Jr. |
| 1994 | Breeders Crown 2YO Filly Trot          | Lookout Victory   | John Patterson, Jr. |
| 1994 | Yonkers Trot                           | Bullville Victory | Catello Manzi       |
| 1994 | World Trotting Derby                   | Bullville Victory | Bill Fahy           |
| 1995 | Fyraåringseliten för ston              | Delphi's Daughter | Torbjörn Jansson    |
| 1995 | Hambletonian Oaks                      | Lookout Victory   | John Patterson, Jr. |
| 1995 | Breeders Crown 3YO Filly Trot          | Lookout Victory   | John Patterson, Jr. |
| 1998 | Breeders Crown 2YO Filly Trot          | Musical Victory   | Luc Ouellette       |
| 1998 | Breeders Crown 2YO Filly Trot          | Dream of Joy      | Jim Meittinis       |
| 2000 | Kentucky Futurity                      | Bullville Victory | John Campbell       |
| 2000 | World Trotting Derby                   | Tejano            | Eric Ledford        |
| 2000 | Kentucky Futurity                      | Credit Winner     | Jim Meittinis       |
| 2001 | World Trotting Derby                   | Cobol             | Mike Lachance       |
| 2014 | Bronsdivisionens final, maj            | Royal Fighter     | Jennifer Tillman    |
| 2014 | Bronsdivisionens final, aug            | Royal Fighter     | Jennifer Tillman    |
| 2015 | Meadow Roads Lopp                      | Royal Fighter     | Jennifer Tillman    |